# Vyartsilya
Vyartsilya (em russo:  Вяртсиля, em finlandês:  Värtsilä) é uma vila na República da Carélia, Rússia, localizada próxima à fronteira com a Finlândia, 256 km a oeste de Petrozavodsk.
Em 2017, a população era de 2,970 habitantes.